# José Carlos Amaral Vieira
José Carlos Amaral Vieira (beter bekend als Amaral Vieira) (São Paulo, 2 maart 1952) is een Braziliaanse componist, pianist en musicoloog. Hij treedt al vanaf achtjarige leeftijd op en studeerde in Europa van 1965 tot 1976. In 1977 keerde hij terug naar Brazilië waar hij sindsdien in verschillende stijlen componeert.

## Biografie
José Carlos Amaral Vieira is componist, pianist, musicoloog en pedagoog. Op achtjarige leeftijd gaf hij zijn eerste pianorecital, het begin van een loopbaan als een veelgeprezen vertolker, bijvoorbeeld van alle werken van Franz Liszt voor piano. In Brazilië kreeg hij les van Souza Lima (piano) en Arthur Hartmann (compositie). Hij voltooide zijn studie op het Conservatorium van Parijs bij Olivier Messiaen, en Lucette Descaves als pianoleraar; in Duitsland studeerde hij bij Carl Seemann en Konrad Lechner en in Engeland bij Louis Kentner. In 1977 keerde hij terug naar Brazilië, waar hij zich inzette voor de verspreiding van klassieke muziek. In 1984 werd in São Paulo het Amaral Vieira Festival - De componist en zijn werk, gehouden met 14 concerten waarin uitvoeringen van 157 van zijn werken. Hij was voorzitter van de Braziliaanse Vereniging van Muziekwetenschap in de jaren 1993 en 1995, en tussen 1998 tot 2002 was hij president van de Braziliaanse Vereniging voor Hedendaagse Muziek. Vieira kreeg vele prijzen en onderscheidingen als pianist en componist. Ook ondervond zijn werk erkenning in Brazilië, Frankrijk, Duitsland, Engeland, Hongarije en Japan.

## In Nederland
In juni 2011 was Amaral Vieira ruim een week in Nederland om aanwezig te kunnen zijn bij uitvoeringen van zijn Stabat Mater door het Haarlems Studenten Koor. Van het concert op 17 juni 2011 in Den Haag werd een cd uitgebracht.

## Lijst met composities
- Suite de Metais, op. 100, voor koperblazers kwintet (1977)
- Humoresque, op. 106, voor fluit, klarinet, en piano (1978)
- Piccolo Divertimento, op.111, voor blaaskwintet (1978)
- Elegia, Noturno e Toccata, op. 137 (1979)
- Scorpius Concerto, op. 170, voor twee piano's (1982)
- Bagatelas, op. 178, voorvoor piano (1983)
- Cenas Rupestres, op. 173, voor piano (1983)
- Missa Choralis. Op. 213 (1984)
- Te Deum in stilo barocco (Te Deum in de Barok stijl), Op. 213 (1986)
- Episódios, op. 232, voor hobo, fagot en piano (1988)
- Stabat Mater, op.240, voor solisten, koor en strijkorkest (1989)
- Noturno, op. 247, voor hoorn en piano (1989)
- Suite "The Seven Words of Christ", op. 25, voor orgel (1991)
- The Seven Words of Christ, op. 255, oratorium voor bariton, koor, en orgel (1991)
- O alvorecer do século da humanidade (Het aanbreken van de Eeuw voor de Mensheid), Op. 259 (1991)
- Sounds of Innovation, op. 266, voor orkest (1992)
- Words of Encouragement, op. 267, voor solisten, koor, en orkest (1992)
- Song of Youth, op.274, voor symfonieorkest (1995)
- Ubi Caritas et Amor, op.298, voor koor, hobo en orgel (1999)
- Toccata Festiva, voor piano (1999)
- Novelette, op. 295, voor viool en piano (1999)
- Fronteiras, pianokwintet (1999)